# Mercalliskala
Die Mercalliskala ist eine heute zwölfstufige Skala der Erdbebenintensität, welche die sicht- und fühlbaren Auswirkungen (Stärke) von Erdbeben an der Erdoberfläche aufgrund des beobachteten Geschehens und der bewirkten Veränderung einteilt und zur Beschreibung von Schäden dient. Die Angaben sind subjektiv und hängen vom Beobachter, von den geologischen Beschaffenheiten und von der lokalen Bebauung ab.

## Geschichte
Die Mercalliskala wurde eingeführt, als es noch keine präzisen Messinstrumente und kein internationales Messnetz gab. Sie ist benannt nach dem italienischen Vulkanologen Giuseppe Mercalli (1850–1914). Mercalli entwickelte die Skala in Anlehnung an die Rossi-Forel-Skala in der zweiten Hälfte des 19. Jahrhunderts, indem er die durch Erdbeben entstandenen Schäden dokumentierte und tabellierte. Dadurch konnte er auch den ungefähren Ursprung der Beben festlegen, denn je weiter entfernt ein Ort vom Epizentrum liegt, desto geringer sind in der Regel die entstandenen Schäden. Mercalli veröffentlichte 1902 seine zehnstufige Skala, welche die direkte Auswirkung von Erdbeben auf Menschen und Gebäude beschreibt.
Im Jahr 1904 schlug der italienische Geophysiker Adolfo Cancani eine Erweiterung der Skala auf zwölf Stufen vor, um eine differenziertere Beschreibung für sehr starke Erdbeben vornehmen zu können. Diese Skala wurde unter den Namen Forel-Mercalli-Skala und Cancani-Skala bekannt. 1912 nahm der deutsche Geophysiker August Heinrich Sieberg eine umfassende Revision dieser Skala vor, bei der auch die Auswirkungen von Beben auf Pflanzen Beachtung fanden. Nach einer Überarbeitung dieser Skala wurde sie ab 1923 Mercalli-Cancani-Sieberg-Skala (MCS-Skala) genannt. In einer Übersetzung ins Englische und Überarbeitung der MCS-Skala durch die Seismologen Harry O. Wood und Frank Neumann entstand 1931 die Mercalli-Wood-Neumann-Skala (MWN-Skala), der die Autoren selbst den Namen Modifizierte Mercalliskala (MM-Skala oder MM-31) gaben.
1958 veröffentlichte Charles Francis Richter eine gründliche Überholung der Modifizierten Mercalliskala, in der Auswirkungen von Erdbeben auf unterschiedlich robuste Gebäude berücksichtigte. Da sein Name bereits journalistisch als Bezeichnung für die Lokalmagnituden-Skala (Richterskala) verwendet wurde, schlug er den Namen Modifizierte Merkalliskala von 1956 (MM-56) vor. Diese Namensgleichheit hatte den nachteiligen Effekt, dass oft nicht mehr klar war, auf welche MM-Skala sich wissenschaftliche Arbeiten bezogen. Diese Problematik wurde durch weitere Überarbeitungen der Skala bei Beibehaltung des Namens noch verschärft.

## Einteilung
Die einzelnen Stufen der Modifizierten Mercalliskala sind wie folgt beschrieben:
| Stufe | Bezeichnung       | Beschreibung | Beschleunigung (1 g ≈ 10 m/s²) |
| ----- | ----------------- | --- | ------------------------------ |
| I     | unmerklich        | Nur von wenigen Personen unter besonders günstigen Umständen wahrgenommen | < 0,001 g                      |
| II    | sehr leicht       | Vereinzelt spürbar (obere Geschosse von Hochhäusern), wird vereinzelt von ruhenden Personen wahrgenommen | 0,001 – 0,002 g                |
| III   | leicht            | Deutlich zu spüren, vor allem in den oberen Stockwerken von Gebäuden, wenn auch meist nicht als Erdbeben erkannt. Stehende Autos und hängende Objekte schwingen leicht, Erschütterungen ähnlich denen eines vorbeifahrenden LKW | 0,002 – 0,005 g                |
| IV    | mäßig             | In Gebäuden von vielen, außerhalb tagsüber von einigen Personen wahrgenommen, einige Schlafende erwachen. Geschirr, Fenster und Türen zittern oder klirren, Wände erzeugen knarrende Geräusche. Stehende Autos schwingen deutlich, Erschütterungen wie die beim Zusammenstoß eines LKW mit einem Haus | 0,005 – 0,01 g                 |
| V     | ziemlich stark    | Von fast jedem gespürt, viele Schlafende erwachen. Geschirr und Fensterscheiben können zerspringen, instabile Objekte fallen um, Pendeluhren können anhalten. Bäume schwanken, Türen und Fenster können auf- und zugehen | 0,01 – 0,02 g                  |
| VI    | stark             | Von allen verspürt, viele Menschen sind verängstigt, das Gehen wird schwierig. Leichte Schäden an Gebäuden, Risse und ähnliche Schäden im Putz. Schwere Möbel können sich verschieben, Gegenstände fallen von Regalen und Bilder von den Wänden. Bäume und Büsche schwanken. | 0,02 – 0,05 g                  |
| VII   | sehr stark        | Selbst in fahrenden Autos spürbar, das Stehen wird schwierig. Schäden an Möbeln, lose Mauersteine fallen herab. Gebäude in unzureichender Bauweise oder mit fehlerhaftem Bauentwurf werden stark beschädigt, leichte bis mittlere Schäden an normalen Gebäuden. Schäden vernachlässigbar bei guter Bauweise und -art | 0,05 – 0,1 g                   |
| VIII  | zerstörend        | Das Autofahren wird schwierig. Leichte Schäden an Gebäuden mit guter Bauweise und -art, beträchtliche Schäden an normalen Gebäuden bis zum Teileinsturz. Große Schäden an Gebäuden in unzureichender Bauweise oder mit fehlerhaftem Bauentwurf. Einsturz von Kaminen, Fabrikschornsteinen, Säulen, Denkmälern und Wänden möglich. Schwere Möbel stürzen um. Abbrechen von Ästen, in Brunnen Änderungen des Wasserspiegels möglich, bei nassem Untergrund Risse in steilem Gelände | 0,1 – 0,2 g                    |
| IX    | verwüstend        | Beträchtliche Schäden an Gebäuden mit guter Bauweise und -art, selbst gut geplante Tragwerksstrukturen verziehen sich. Große Schäden an stabilen Gebäuden bis zum Teileinsturz. Häuser werden von ihren Fundamenten verschoben, Schäden an unterirdischen Rohrleitungen und Talsperren, Risse im Erdboden | 0,2 – 0,5 g                    |
| X     | vernichtend       | Selbst gut ausgeführte Holzrahmenkonstruktionen werden teilweise zerstört, die meisten gemauerten Objekte und Tragwerkskonstruktionen werden samt ihren Fundamenten zerstört. Bahnschienen werden verbogen, einige Brücken werden zerstört. Starke Schäden an Dämmen, große Erdrutsche, das Wasser in Seen, Flüssen und Kanälen tritt über die Ufer, weit verbreitet Risse im Erdboden                                                                                            | 0,5 – 1 g                      |
| XI    | Katastrophe       | Fast alle gemauerten Gebäude stürzen ein, Brücken werden zerstört, Bahnschienen werden stark verbogen, große Risse im Erdboden, Versorgungsleitungen werden zerstört | 1 – 2 g                        |
| XII   | große Katastrophe | Totale Zerstörung, starke Veränderungen an der Erdoberfläche, Objekte werden in die Luft geschleudert, die Erdoberfläche bewegt sich in Wellen, große Felsmassen können in Bewegung geraten | > 2 g                          |